# Urff
Die Urff ist ein 20,1 km langer, westlicher und linker Nebenfluss der Schwalm im Landkreis Waldeck-Frankenberg und Schwalm-Eder-Kreis, Nordhessen (Deutschland).

## Name
Das Gewässer wurde im Jahr 1534 („das wasser der Urffa“) erstmals schriftlich erwähnt. Der Name ist ein Kompositum mit dem Hydronym -affa und dem mittelhochdeutschen Wort ūr „Ur, Auerochse“.

## Verlauf
Die Urff entspringt im Kellerwald. Ihre Quelle liegt westsüdwestlich des Bad Wildunger Stadtteils Hundsdorf und ostnordöstlich des Hainaer Ortsteils Löhlbach auf dem Übergangsbereich zwischen Großer Aschkoppe (639,8 m) im Südosten, Alter Koppe (591,4 m) im Südwesten und Wölftekopf (567,1 m) im Nordnordosten. Wenige Meter nordwestlich vorbei an der oberhalb der Ritterwiese auf etwa 564 m ü. NHN liegenden Quelle führt zwischen Löhlbach und Hundsdorf die Bundesstraße 253.
Die Urff, die die Große Aschkoppe an deren Nord-, Nordost- und Ostflanke umfließt, verläuft durch den waldreichen Naturpark Kellerwald-Edersee in anfangs östlicher Richtung nach und durch Hundsdorf, wo sie nach Südosten in Richtung Armsfeld abknickt. Unterhalb von Armsfeld, südlich des Auenbergs (610,7 m), wendet sich der Bach nach Osten und fließt vorbei an dem Weiler Fischbach und durch Bergfreiheit, die Burgruine Löwenstein (341,2 m) passierend, und durch Oberurff-Schiffelborn nach Niederurff.
Die Mündung der Urff in die Schwalm befindet sich im Löwensteiner Grund unterhalb und östlich von Niederurff auf etwa 193,5 m Höhe; nordöstlich gegenüber erhebt sich die Altenburg (432,7 m).

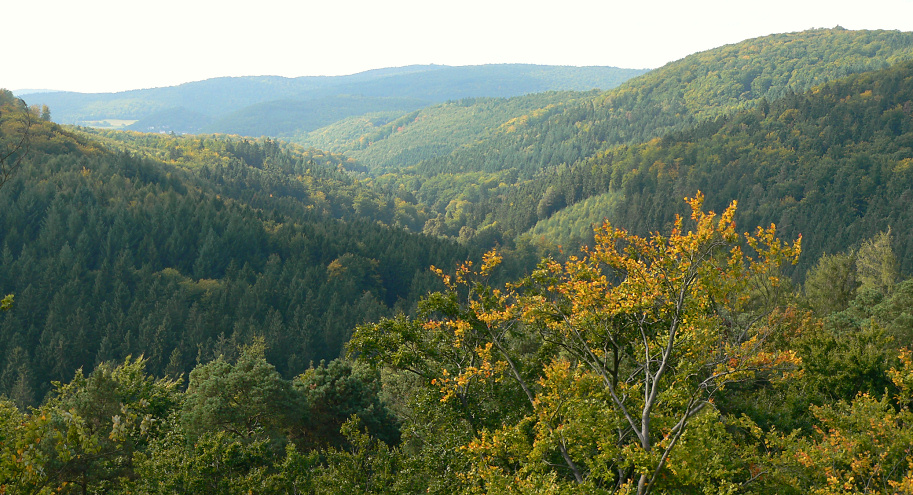
Blick von der Burgruine Löwenstein auf das Tal der Urff im Kellerwald
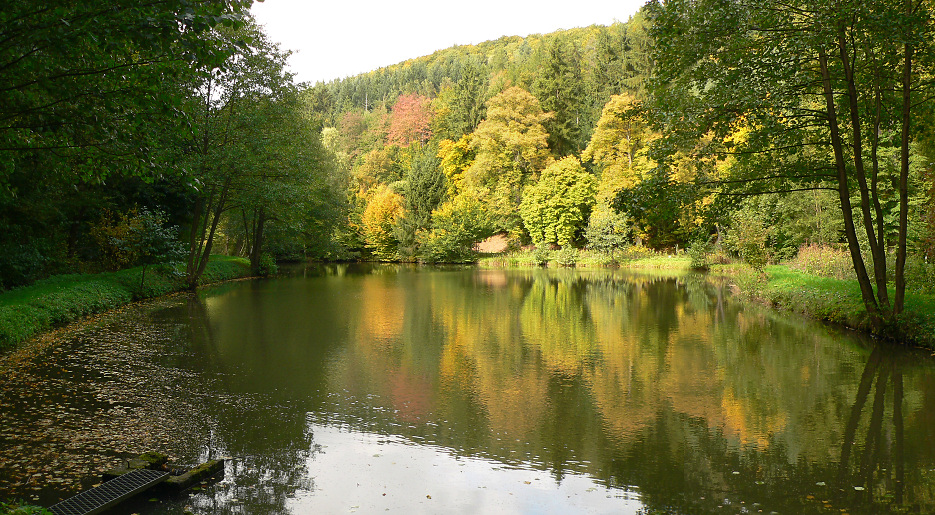
Einer der Urff-Fischteiche zwischen Bergfreiheit und Oberurff
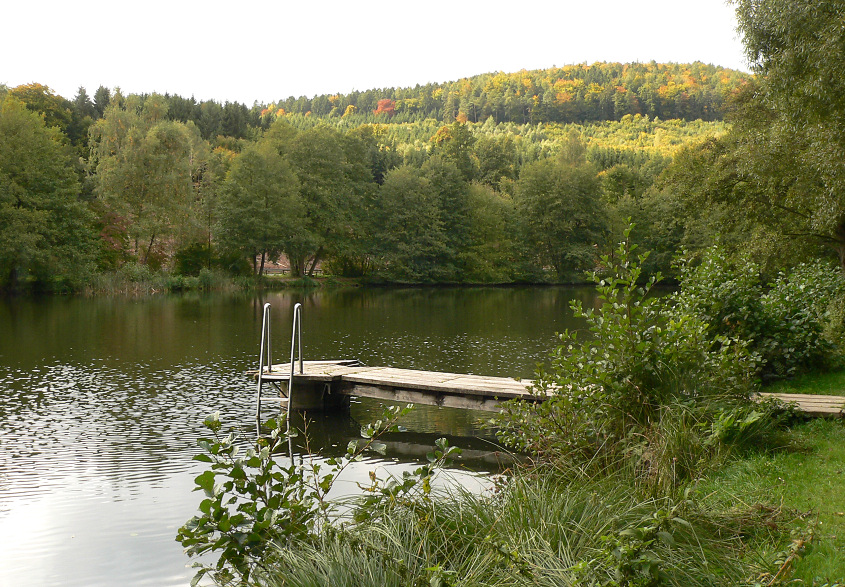
Von der Urff gespeister Freizeit- und Angelteich bei Oberurff-Schiffelborn
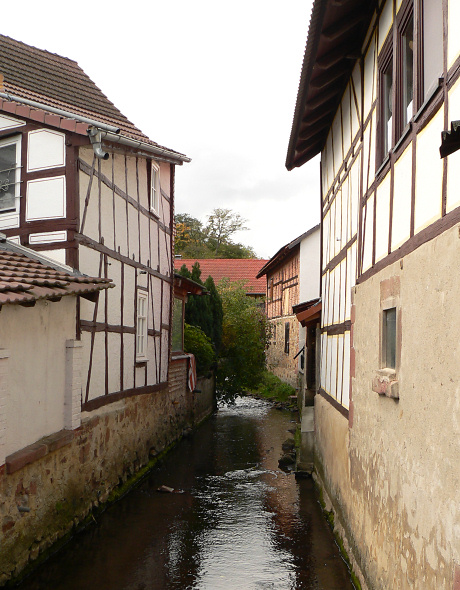
Durchfluss von Oberurff

## Einzugsgebiet und Zuflüsse
Die Urff ist ein Gewässer III. Ordnung. Ihr Einzugsgebiet umfasst 41,74 km².
Zu den Nebenbächen der Urff gehören unter anderen (flussabwärts betrachtet):
- Heerbach (rechtsseitig; Einmündung zwischen Hundsdorf und Armsfeld)
- Appenbach (rechtsseitig; Einmündung zwischen Armsfeld und Bergfreiheit)
- Kohlbach (linksseitig; Einmündung zwischen Armsfeld und Bergfreiheit)

## Ortschaften

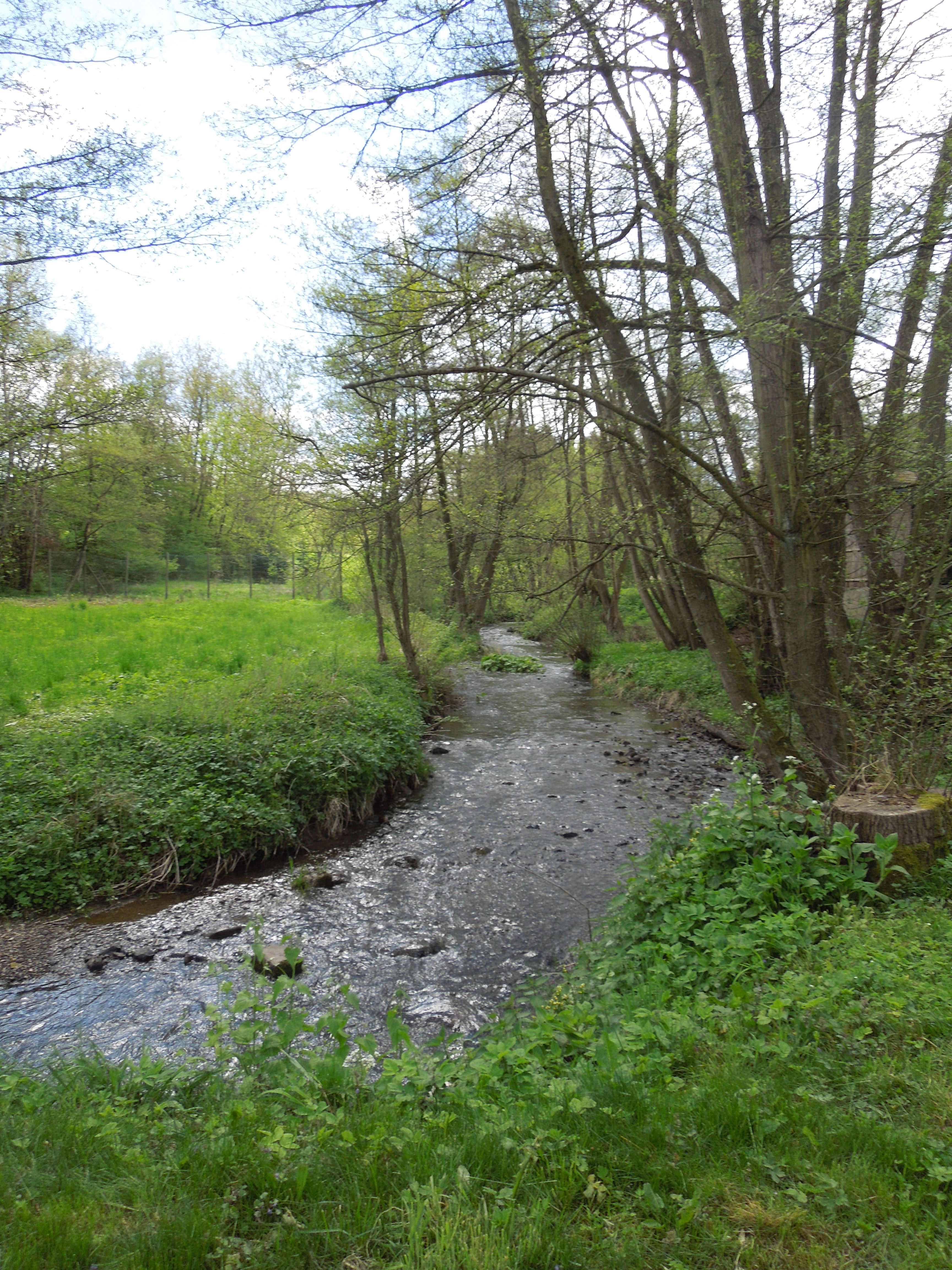
Die Urff in Bergfreiheit

Die Ortschaften an der Urff sind (flussabwärts betrachtet):
- Bad Wildungen-Hundsdorf
- Bad Wildungen-Armsfeld
- Bad Wildungen-Bergfreiheit
- Bad Zwesten-Oberurff-Schiffelborn
- Bad Zwesten-Niederurff